# Pavel Groudinine
Pavel Nikolaïevitch Groudinine (en russe : Павел Николаевич Грудинин), né le 20 octobre 1960 à Moscou, est un homme d'affaires et politique russe. Candidat du Parti communiste de la fédération de Russie à l'élection présidentielle de 2018, il finit à la deuxième place avec 11,7 % des voix.

## Biographie

### Carrière professionnelle
Après des études en ingénierie agricole, Pavel Groudinine commence sa carrière professionnelle en 1982 comme ingénieur mécanicien dans un sovkhoze de la région de Moscou. En 1996, il devient directeur de la ferme devenue privée portant le nom de « Lénine » (en réalité une société de promotion immobilière couplée à une entreprise agro-alimentaire) et qu'il décrit comme une « oasis de socialisme dans la jungle capitaliste ». Les ouvriers y travaillent pour 1 100 euros par mois (soit près du double du salaire moyen en Russie), bénéficient d'une sécurité de l’emploi, et l'essentiel des bénéfices sont réinvestis. La ferme s'est ainsi développée et comprend des logements, un complexe sportif et une école. Spécialisée dans la production de fruits et légumes (en particulier des fraises), elle a adopté un modèle de production biologique, bien que la traite des vaches y soit automatisée.

### Carrière politique
Il commence sa carrière politique en 1997 quand il est élu à la Douma de l'oblast de Moscou. D'abord proche du parti Russie unie de Vladimir Poutine au début des années 2000, il s'en éloigne pour se rapprocher du Parti communiste, dont il n'est cependant pas membre.
Il est choisi par le Parti communiste comme candidat pour l'élection présidentielle de 2018. Il est également soutenu par le Front de gauche,. Son programme comprend vingt propositions majeures, parmi lesquelles la nationalisation des principaux secteurs de l'économie, l’augmentation des salaires et des retraites, le renforcement des services publics, etc. Millionnaire en raison de sa position d'actionnaire majoritaire de l'une des plus importantes exploitations agricoles de Russie, il explique être « favorable à payer davantage d’impôts. Il est bien trop faible pour les gens fortunés avec ses 13 % pour tous les Russes qui payent 18 % de TVA. Il faut donc instaurer l’impôt sur le revenu progressif. ».
Sa candidature lui a valu une vague d'articles hostiles dans la presse proche du parti présidentiel.
Peu après la validation de sa candidature, il apparaît que Groudinine détient des comptes bancaires en Suisse, ce qui est interdit pour un candidat. La commission électorale, qui en est informée après la validation de la candidature, décide de confirmer celle-ci car Pavel Groudinine déclare avoir fermé les comptes avant la validation de sa candidature.
Il termine en deuxième position, avec 11,77 % des voix.
En mars 2019, le député communiste à la Douma d'État Jaurès Alferov meurt et le Parti communiste décide de nommer Pavel Groudinine, présent sur la liste du Parti lors des élections législatives de 2016, en remplacement. Cependant, la commission électorale centrale refuse cette nomination car lors des élections de 2016 Pavel Groudinine possédait encore les comptes en Suisse (qu'il n'aurait fermé qu'en 2017), ce qui est interdit par le code électoral.